# Frank Hilton Jackson
 (août 2023).
Si vous disposez d'ouvrages ou d'articles de référence ou si vous connaissez des sites web de qualité traitant du thème abordé ici, merci de compléter l'article en donnant les références utiles à sa vérifiabilité et en les liant à la section « Notes et références ».
Le révérend Frank Hilton Jackson (16 août 1870, Hull, Angleterre – 27 avril 1960) est un pasteur et mathématicien anglais qui a travaillé sur les séries hypergéométriques de base. Il a introduit plusieurs q -analogues tels que les fonctions de Jackson–Bessel, l'addition q de Jackson–Hahn–Cigler, la dérivée de Jackson et l'intégrale de Jackson.

## Travaux (sélection)
- 1917 : The {\displaystyle q}-integral analogous to Borel's integral. Messenger Math, 47, 57–64.
- 1921 : Summation of {\displaystyle q}-hypergeometric series. Messenger of Math, 57, 101–112.
- 1928 : Examples of a generalization of Euler's transformation for power series. Messenger Math, 57, 169–187.
- 1940 : The {\displaystyle q^{\theta }} equations whose solutions are products of solutions of {\displaystyle q^{\theta }} equations of lower order. The Quarterly Journal of Mathematics, (1), 1-17.
- 1941 : Certain {\displaystyle q}-identities. The Quarterly Journal of Mathematics, (1), 167–172.
- 1942 : On basic double hypergeometric functions. The Quarterly Journal of Mathematics, (1), 69–82.
- 1944 : Basic double hypergeometric functions (II). The Quarterly Journal of Mathematics, (1), 49–61.